# Капля (фильм, 1988)
«Капля» (англ. The Blob) — фильм ужасов 1988 года, экранизация произведения Ирвина Х. Миллгэйта, ремейк одноимённого фильма 1958 года со Стивом Маккуином в главной роли.

## Сюжет
Однажды ночью небольшой метеорит падает в лесу неподалёку от городка Арборвиль, в штате Колорадо. Его падение заметил старый бродяга, проводивший ночь у костра под открытым небом. Подойдя к месту падения метеорита, он увидел полый шар, раскрывшийся от удара о землю. Внутри сферы он заметил странную желеобразную массу розового цвета. Капля присосалась к его руке, и после этого началась её охота на местных жителей.

## В ролях
- Кевин Диллон — Брайан Флэгг
- Шони Смит — Мэг Пенни
- Донован Литч — Пол Тейлор
- Джеффри ДеМанн — шериф Херб Геллер
- Кэнди Кларк — Фрэн Хьюитт
- Дуглас Эмерсон — Эдди Бэкнер
- Джо Сенека — доктор Кристофер Меддоус
- Дел Клоуз — преподобный Джейкоб Микер
- Пол МакКрейн — помощник шерифа Билл Бриггс
- Бо Биллингсли — Мосс Вудли
- Джудит Фланаган — Мама Эдди
- Шэрон Спелман — Дебра Пенни, мать Мег
- Эрика Элениак — Вики Де Сото

## Номинации и награды
- 1990 — номинации на премию «Сатурн»: Лучший научно-фантастический фильм, Лучшая музыка (Михаэль Хениг)